# Nhà Thánh Mátta
Nhà Thánh Mátta hay Nhà Thánh Mácta (tiếng Latinh: Domus Sanctae Marthae; tiếng Ý: Casa Santa Marta) là một tòa nhà tiếp giáp với Vương cung thánh đường Thánh Phêrô ở Thành Vatican. Hoàn thành vào năm 1996, trong suốt triều đại của Giáo hoàng John Paul II, nó được đặt tên theo Thánh Mácta hiếu khách, một người anh chị em đến Thánh Maria và Lazarô làng Bêtania. Việc xây dựng hiện nay có chức năng như một nhà khách cho các giáo sĩ khác nhau có công vụ với Tòa Thánh, và là nơi cư trú của khách sạn trong những thành viên của Hồng y đoàn khi họ đang tham gia vào một Mật nghị Hồng y bầu Giáo hoàng mới.
Giáo hoàng Phanxicô từ chối cư trú tại chung cư giáo hoàng trong Điện Tông tòa, thay thế ở trong phòng tại Nhà Thánh Mátta từ khi tựu nhiệm năm 2013 cho đến khi mất năm 2025.